# Giselle, ou les Wilis
Giselle, ou les Wilis, vaak ingekort tot Giselle, is een ballet uit de romantiek in twee bedrijven. Het stuk ging in première op 28 juni 1841 in de Opéra Garnier in Parijs. Giselle vertelt het verhaal van een volksmeisje dat tot in de dood aan haar liefde vasthoudt. De oorspronkelijke choreografie is van Jean Coralli en Jules Perrot op muziek die Adolphe Adam voor het ballet componeerde. Het libretto is geschreven door Théophile Gautier en Jules-Henri Vernoy de Saint-Georges. Zij lieten zich inspireren door de legende van de Wili's uit De l'Allemagne van Heinrich Heine.
Giselle is het laatste ballet uit de 19e eeuw dat mannelijke dansers een significante rol toebedeelt. Het is ook het enige bewaard gebleven ballet dat strikt binnen de stijlperiode van de romantiek valt. Gautier schreef het ballet voor Carlotta Grisi, die als eerste de titelrol danste. In een productie van 1911 door de Ballets Russes vertolkte Tamara Karsavina de rol van Giselle. Beide uitvoeringen waren een groot succes. Tot op vandaag is Giselle een van de meest populaire balletten.

## Verhaal

### 1e bedrijf
Aan beide zijden van het podium staat een rieten woonst. In de achtergrond bevindt zich een kasteel. Ochtend breekt aan.
Giselle, een jonge boerin, is verliefd op Albrecht. Albrecht is eigenlijk van adel en verloofd met Bathilde, de dochter van de hertog. Wanneer hij Giselle ontmoet, vertelt hij haar niet wie hij echt is. Hij beweert dat hij een dorpsjongen is en Loys heet. Albrecht verblijft in de hut tegenover die van Giselle om dichter bij haar te zijn. Hij verleidt Giselle en doet net of er niets aan de hand is. Hilarion, een jachtopziener, houdt ook van Giselle. Hij is jaloers op Albrecht. Op een dag vindt Hilarion zijn rivaal in conversatie met een fraai geklede schildknaap, die buigt wanneer Albrecht vertrekt. Dit wekt bij Hilarion argwaan op.
Albrecht en Giselle ontmoeten elkaar. Zij vertelt hem over een kwade droom waarin hij in prinselijk gewaad een edelvrouw huwde. Albrecht probeert haar angsten te verdrijven, maar Giselle vindt bevestiging in het plukken van bloemblaadjes, vergezeld van een "hij houdt van me, hij houdt niet van me". Albrecht herhaalt de test en verzekert zich van het goede antwoord. Hierna brengt het koppel een pas de deux die hun vreugde en liefde uitdrukt. Hilarion ziet de twee en wordt jaloers. De mannen gaan bijna vechten. Dan komt een groep dorpsmeisjes langs. Ze zijn op weg om druiven te plukken. Giselle overtuigt hen om te dansen. Giselles moeder is ongerust om haar dochters passie voor dansen. Zij waarschuwt dat ze zichzelf nog eens de dood in danst.

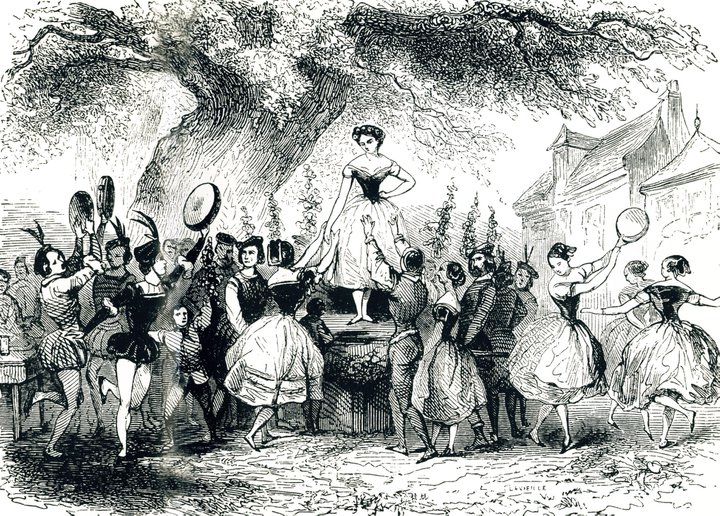
Giselle verkozen tot Koningin van het wijnseizoen

Hoorngeschal in de verte kondigt de komst van een jachtpartij aan. Albrecht, bang om herkend te worden, moedigt de dorpsmeisjes aan om het werk te hervatten. Hij volgt hen naar de wijngaarden. Intussen sluipt Hilarion de hut van Albrecht binnen op zoek naar bewijs voor Albrechts nobele komaf. De jachtpartij verschijnt met daarbij prinses Bathilde, Albrechts verloofde. De prinses en haar gevolg zoeken verfrissing, die Giselle aanbiedt. Giselle bewondert Bathildes rijke tooi. Ingenomen door Giselles gratie en eenvoud, schenkt Bathilde haar een halssnoer. Ze biedt aan om Giselle in haar gevolg op te nemen. Giselle antwoordt dat ze enkel wenst te dansen en door Albrecht bemind te worden. De prinses en haar vader, de hertog, trekken zich terug in Giselles woonst.
Albrecht en de druivenplukkers keren terug. Onder algemene festiviteit wordt Giselle verkozen tot Koningin van het wijnseizoen. Dan komt Hilarion op. Hij vond het met edelstenen bezette zwaard en de luxueuze mantel van Albrecht. In een jaloerse maar triomfantelijke razernij onthult hij zo de nobele komaf van Albrecht. Hilarion blaast op een hoorn zodat de jachtpartij zou terugkeren. Bathilde en haar vader komen naar buiten en vinden Albrecht in boerenkledij. Giselle herkent nu Bathilde als de dame uit haar droom. De ontdekking doet haar haar zinnen verliezen. Ze grijpt het zwaard en stoot het in haar zij. Na een waanzinnige dans valt ze dood neer.

### 2e bedrijf
Een vochtig en mistig woud. Aan een zijde, onder een cipres, staat een graf met marmeren kruis. Enkele lichtflitsen onthullen de naam op het graf: Giselle.
Hilarion verschijnt aan het hoofd van een groep jagers. Ze zoeken beschutting tegen de aankomende storm. Hilarion vertelt de legende van de Wili's, geesten van bedrogen vrouwen die 's nachts elke man die ze in het bos tegenkomen laten dansen tot hij doodvalt. De groep wordt bang en bij het slaan van een kerkklok vluchten ze allen in paniek. Uit het riet langs een donkere poel komt langzaam een jong meisje naar boven. Het is Myrtha, de koningin van de Wili's. Met een gracieuze en melancholische dans roept ze de overige Wili’s uit hun graf op. Myrtha houdt haar scepter dramatisch boven het graf en langzaam komt ook Giselle tevoorschijn. Een ster wordt op haar hoofd geplaatst en aan haar schouders verschijnen vleugels. Dol van geluk om de bevrijding uit haar graf, danst ze in extase.
Geplaagd door spijt komt Hilarion naar Giselles graf. De Wili's omsingelen hem en laten hun spreuk los. Hilarion danst tot hij van uitputting in de poel valt en verdrinkt. Vervolgens verschijnt Albrecht om bloemen op Giselles graf te leggen. Giselle pleit voor zijn leven, maar de koningin weigert te luisteren. Ze beveelt Giselle om voor Albrecht te dansen zodat ook hij bezeten wordt van een fatale waanzin. Giselle maakt zich kenbaar door Albrecht de bloemen aan te bieden. Ze haalt hem over om zich aan het kruis op haar graf te hechten. Toch raakt hij zo betoverd door haar dans dat hij loslaat en meedanst met zijn geliefde. Net op tijd zet de dageraad in, die de spreuk van de Wili's breekt. Albrecht is gered. De Wili’s verdwijnen. Ondanks Albrechts pogingen om haar vast te houden, wordt ook Giselle naar haar graf getrokken. Langzaam keert ze terug naar de aarde en enkel de herinnering aan haar liefde blijft.

## Personages

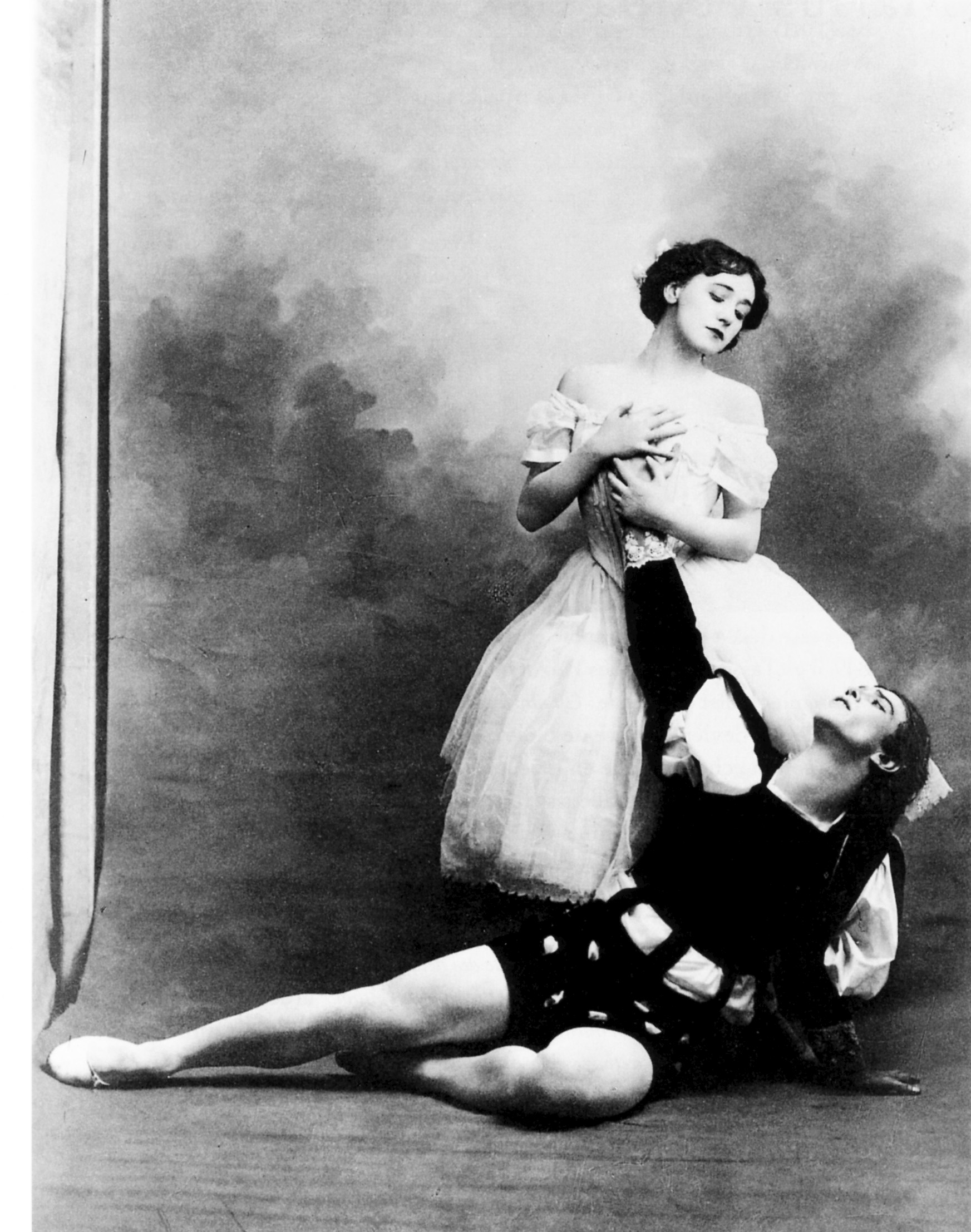
Tamara Karsavina en Vaslav Nijinsky als Giselle en Albrecht (Ballets Russes, 1910)

De volgende personages zijn van belang in Giselle:
- Giselle - Eenvoudig boerenmeisje dat verliefd wordt op Albrecht.
- Albrecht - Graaf en doet zich voor als dorpsjongen Loys.
- Hilarion - Plaatselijke jachtopziener en aanbidder van Giselle.
- Berthe - Moeder van Giselle. Berthe wil dat Giselle trouwt met Hilarion.
- Bathilde - Dochter van de hertog. Zij vertelt Giselle dat ze verloofd is met Albrecht.
- Myrtha - Koningin van de Wili's. Zij roept de Wili's op na middernacht.

Giselles eenvoud blijkt uit haar keuze voor het plukken van bloemblaadjes om Albrechts liefde te testen, eerder dan een eed. Ook de verontwaardiging om Hilarions gedrag en haar verwondering om Bathildes jurk benadrukken haar komaf. In het tweede bedrijf blijft haar naïviteit zichtbaar in het pleidooi bij Myrtha. De emotionele climax voor Giselle komt halfweg het ballet, bij de waanzinnige dans en de sterfscène. Haar zelfdoding is cruciaal voor de ontwikkeling en interpretatie van de rol. Het is de enige daad waarmee ze actief haar eigen lot bepaalt. Het maakt ook dat ze op ongewijde grond begraven wordt, waar Myrtha macht over haar heeft. In het tweede bedrijf speelt Giselle een actieve rol in het redden van Albrecht. Wanneer ze moet dansen, geeft dit een tweede climax in de spanning tussen haar liefde voor Albrecht en de gevolgen van het eerste bedrijf.
De rol van Albrecht draagt sporen van de serieuze minnaar uit de commedia dell'arte. Net zoals veel mannelijke dansers in de rol van een edelman gedraagt hij zich waardig en leeft hij de etiquette na. Hij drukt zijn liefde voor Giselle helder uit met conventionele gebaren en een ingehouden passie.

## Choreografie

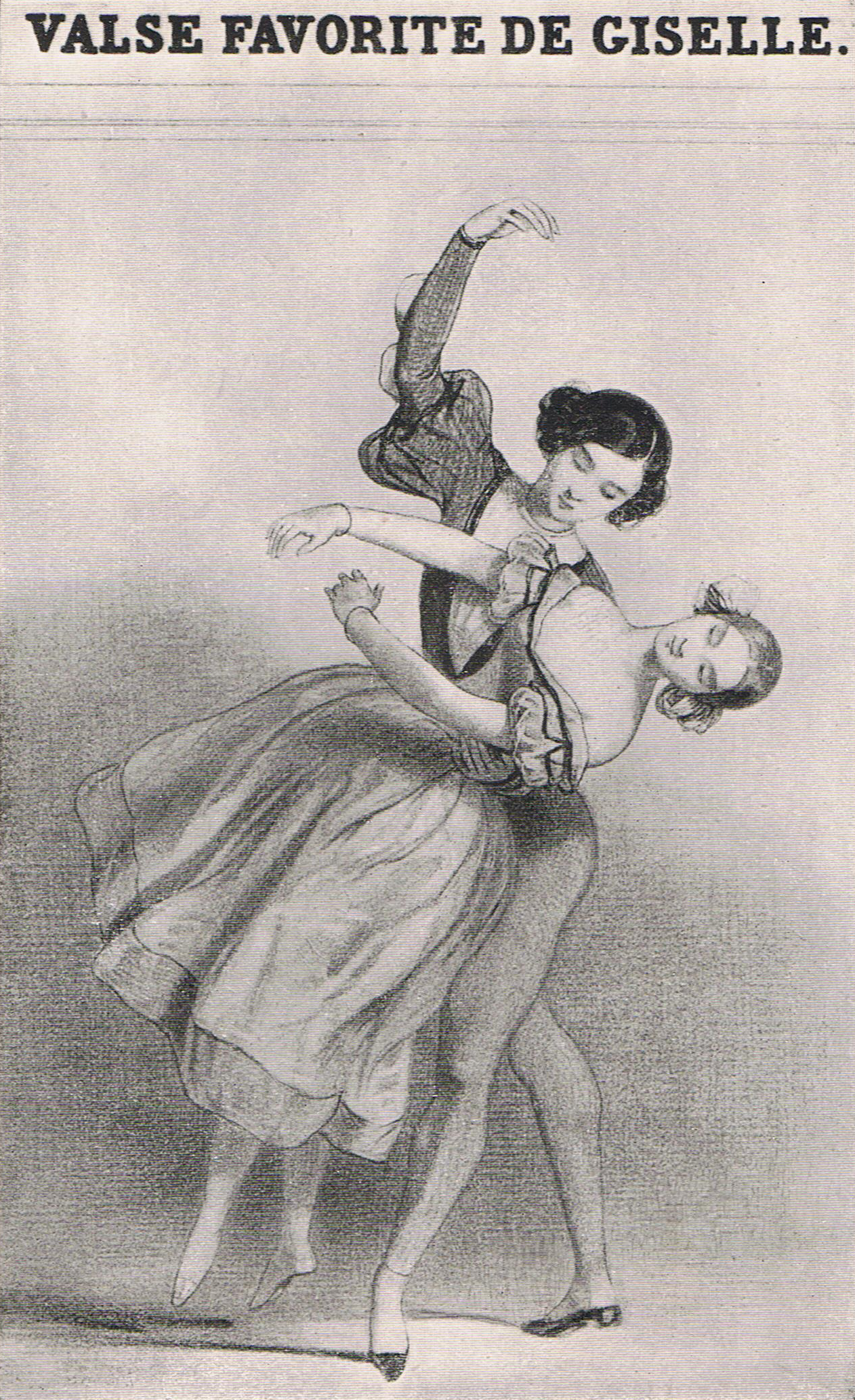
Carlotta Grisi en Lucien Petipa dansen de pas de deux als Giselle en Albrecht

De originele choreografie bij Giselle is van Jean Coralli. De meeste tot zelfs alle dansen voor de ballerina zijn echter van de hand van Jules Perrot, Grisi’s echtgenoot. Perrot koppelde de choreografie voor de ballerina aan de leidmotieven in Adolphe Adams muziek. Duidelijk afgebakende bewegingen worden daarbij herhaald met wijzigingen die de fysieke en mentale karakterontwikkeling van Giselle uiten. De traditionele choreografie die we vandaag kennen, is voornamelijk afgeleid van de reconstructies die Marius Petipa in de late 19e en de 20e eeuw opvoerde met het Mariinskiballet. Het stuk bevat in het eerste bedrijf een aanzienlijk deel conventionele mime. Het tweede bedrijf bestaat volledig uit dans. De choreografie zelf is samengesteld uit een aantal eenvoudige bewegingen, passen en poses. De uitdrukking in een romantisch-klassieke danstechniek laat lyrische en vrije beweging toe, maar beperkt dansers wel tot een stijl en periode van ballet.

### Variaties en rollen
In het eerste bedrijf heeft Giselle een bekende variatie (solo) waarbij ze een hele diagonaal lang op één pointe springt en vervolgens een manege van pirouettes draait. Deze rol vergt veel van een ballerina. Eerst is ze vrolijk en gretig naar de liefkozingen van Albrecht. Nadien is ze totaal geobsedeerd door het verraad. Het tweede bedrijf vraagt om tederheid en een spookachtige onbereikbaarheid. De naïeve aard van Giselle blijkt uit de reeks passen bij haar leidmotief: ballotté, ballotté, ballonné, coupé-jeté. Allemaal zijn het eenvoudige passen waarmee een ballerina oefent. Vlak voor haar dood voert Giselle diezelfde enchaînement uit, maar dan 'markeert' ze de passen in plaats van ze degelijk uit te voeren. In het tweede bedrijf neemt de choreografie voor Giselle afstand van de basistechniek, met onder meer poëtische beweging van de armen. Carlotta Grisi maakte de rol van Giselle populair. Sindsdien is het een begeerde rol voor ballerina's. Een afwijking van de standaard interpretatie van Giselle levert doorgaans controverse op.
Een tweede bekende variatie is de aanval op Albrecht door de Wili's. Daarbij worden veel bourrees gebruikt. De rol van Albrecht vraagt om vitaliteit en een beheersing van mime. Met de choreografie voor Albrecht en Hilarion is Giselle het laatste ballet uit de 19e eeuw om mannelijke dansers een prominente plaats in het stuk toe te kennen. Het wijkt daarmee af van de trend in romantisch ballet om alle aandacht aan de ballerina te schenken. Perrot wist dat hij buiten Parijs de rol van Albrecht kon dansen en zette daar ook dit deel van de choreografie naar zijn hand, vastberaden om de traditie van mannelijke dansers te handhaven.
Ook de rol van Myrtha vereist een sterk uithoudingsvermogen. Haar lange variatie waarmee het tweede bedrijf begint, is zwaarder dan een doorsnee mannenvariant.

### Latere toevoegingen
Na de eerste repetities in de Parijse Opera voegde choreograaf Jean Coralli een pas de deux toe op muziek aangepast van Friedrich Burgmüllers suite Souvenirs de Ratisbonne. Deze pas de deux, die als de pas des paysans ('boerenpas') bekendstaat, is deel van de traditionele uitvoering van Giselle. Voor een voorstelling van Carlotta Grisi met het Mariinskiballet in 1850, liet Jules Perrot een compositie opstellen door Cesare Pugni voor een nieuwe pas de cinq in het eerste bedrijf. Nadat Grisi uit Sint-Petersburg vertrekt, werd dit deel nooit meer opgevoerd.
De choreografie van Giselle die we vandaag kennen, is voornamelijk gebaseerd op de revivals van Marius Petipa. In 1867 voegde Petipa aan het tweede bedrijf een variatie toe voor een grand pas de deux met ballerina Adèle Grantzow. Cesare Pugni componeerde hiervoor de muziek op basis van Adolphe Adams leidmotief "hij houdt van me, hij houdt niet van me".
In 1884 voegde de choreograaf een pas de deux toe aan het eerste bedrijf voor ballerina Maria Gorshenkova. Dit keer op muziek van Ludwig Minkus. Deze toevoeging bleef echter niet bewaard in latere producties. Petipa voegde nog twee andere variaties toe op muziek door Riccardo Drigo. Een in 1886 voor Emma Bessone's debuut als Giselle in het Mariinskitheater en een in 1887 voor ballerina Elena Cornalba. Die laatste variatie, vaak pas seul genoemd, werd opgenomen in niet-Russische producties nadat Olga Spessivtzeva hem danste in de Parijse Opera in 1924. Choreografe Agrippina Vaganova voegde in 1932 de muziek voor de andere variatie toe aan de pas des paysans voor een latere productie door het Sovjetballet. Nadien werd de aanpassing deel van Giselle zoals uitgevoerd door deze compagnie.

## Muziek
De muziek voor Giselle werd gecomponeerd door Adolphe Adam, een populaire schrijver van muziek voor ballet en opera in de vroege 19e eeuw. De muziek was origineel en is geschreven in de vlotte, liedjesachtige stijl die cantilena heet. De score bereikt niet de kwaliteit van grote werken uit de romantische klassieke muziek, maar is wel beter dan die van andere balletcomposities uit de periode. Adam leende acht maten van een stuk door een mevrouw Puget en drie maten van het koor van de jager in Carl Maria von Webers opera Euryanthe.
Het ballet wordt getypeerd door verschillende leidmotieven. Dit zijn muzikale stijlfiguren waarbij een herkenbaar thema steeds terugkeert wanneer een bepaalde figuur, gebeurtenis of emotie verschijnt. Er is een leidmotief voor Giselle, Albrecht en Hilarion. Een ander leidmotief gaat gepaard met de liefdestest uit het eerste bedrijf. Dit thema keert terug in de laatste scène van dat bedrijf, wanneer de verraden Giselle haar waanzinnige dans brengt, en in het tweede bedrijf wanneer Giselle bloemen aanbiedt aan Albrecht. Ook de Wili's hebben hun eigen leidmotief. Het is te horen in de ouverture, in het eerste bedrijf wanneer Berthe haar dochter waarschuwt en als aankondiging van Giselles lot tijdens haar waanzinnige dans. Het thema keert terug wanneer de Wili's voor het eerst opkomen. Het motief van de jachthoorn duidt op verrassing en is te horen wanneer Albrechts bedrog wordt blootgelegd.
Doorheen de tijd werden verschillende nummers aan de oorspronkelijke partituur toegevoegd. Nog voor de première werd muziek van Friedrich Burgmüller aan het ballet toegevoegd om een nieuwe pas de deux te begeleiden. De aangepaste choreografie van Marius Petipa, opgebouwd in verschillende uitvoeringen aan het einde van de 19e eeuw, voegde muziek toe van Cesare Pugni en Riccardo Drigo.

## Kostuums en decor

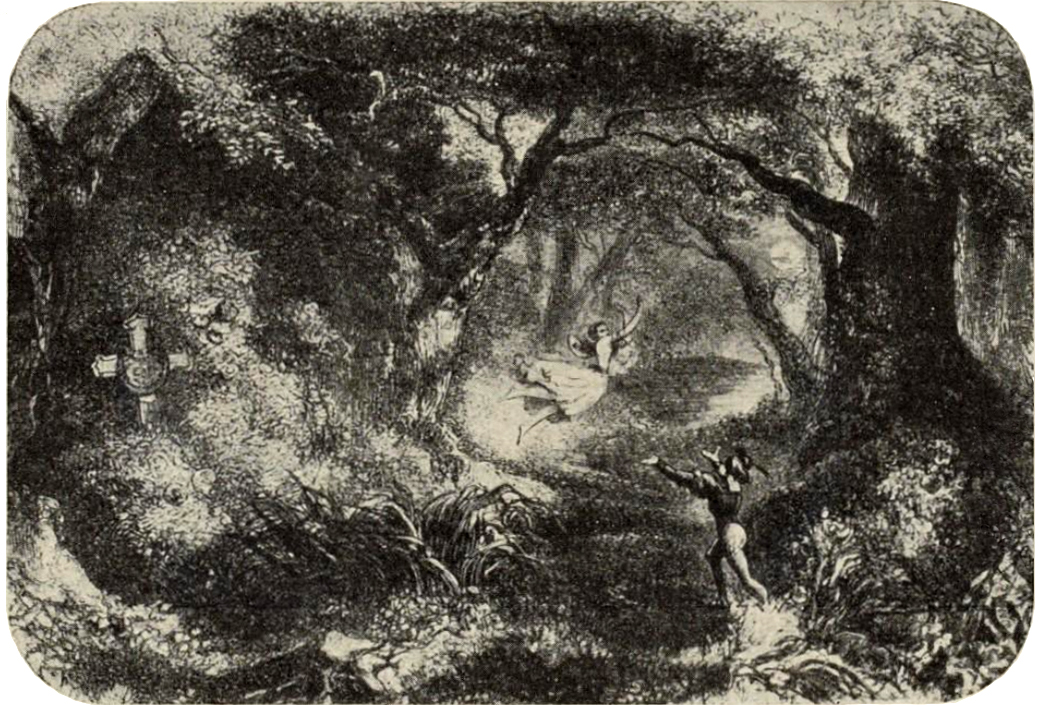
Ciceri's decor voor het tweede bedrijf

De originele productie van Giselle maakte gebruik van kostuums uit de Parijse Opera in Renaissance-stijl. Paul Lormier ontwierp wel nieuwe kostuums voor de hoofdrollen. Voor het tweede bedrijf, wanneer Giselle een Wili is, was een belvormige jurk voorzien. Dit kostuum uit wit tule bouwt verder op de jurk van de ballerina in La Sylphide en werd het model voor alle ballerina's in het ballet blanc. Het ontwerp bleef zo een referentie voor klassiek ballet tot het eerste decennium van de 20e eeuw.
Pierre Ciceri, toenmalig hoofdontwerper van de Parijse Opera, was verantwoordelijk voor de sets. De set bij het eerste bedrijf toont Giselles woonst met rieten dak aan de linkerkant en Albrechts hut aan de rechterkant. De twee huisjes worden omkaderd door twee grote bomen langs beide zijden van het podium. Tussen de huisjes is in de verte een kasteel te zien. Op de hellingen naar het kasteel bevinden zich wijngaarden. Deze set was in feite ontworpen voor een ander ballet, La Fille du Danube uit 1838. Hoewel niet ontworpen voor Giselle, blijft dit het model voor de latere producties.
Ciceri ontwierp wel een nieuwe set voor het tweede bedrijf. Die toont een donker woud met in de verte een poel. De takken van de oude bomen vormen een tunnel. Aan de linkerzijde staat een marmeren kruis waarin 'Giselle' gegraveerd staat. Aan het kruis hangt de kroon van druivenbladeren die Giselle droeg als Koningin van het wijnfeest. In het tweede bedrijf was het podium bezaaid met onkruid en wilde bloemen die de ondergroei voorstelden. Ook werden de lichten gedimd om een mysterieuze en dreigende atmosfeer te scheppen. Een ronde uitsnijding in de achtergrond werd overdekt met transparant materiaal en beschenen met een lamp om een maan te hebben.
Zowel de kostuums van Lormier als de sets van Ciceri werden door de Parijse Opera gebruikt tot het ballet uit het repertoire geschrapt werd, in 1853. Voor een revival in 1863 gebruikte de Parijse Opera nieuwe kostuums van Lormier's assistent, Alfred Albert. Alberts kostuums leunen dichter aan bij die in moderne producties. Ze werden door de Opera gebruikt tot 1868.

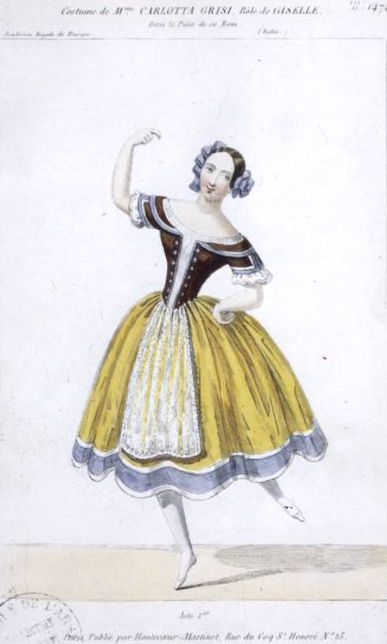
Lormiers kostuum voor Giselle (eerste bedrijf)
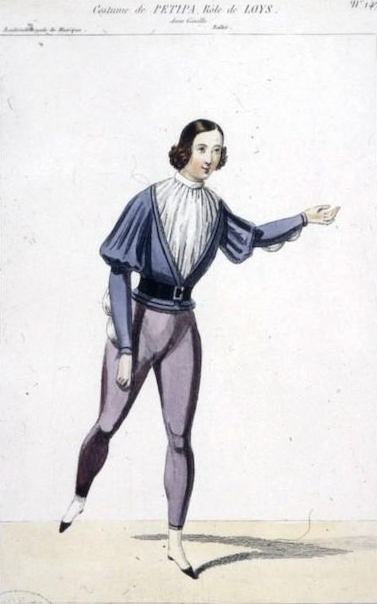
Lormiers kostuum voor de vermomde Albrecht
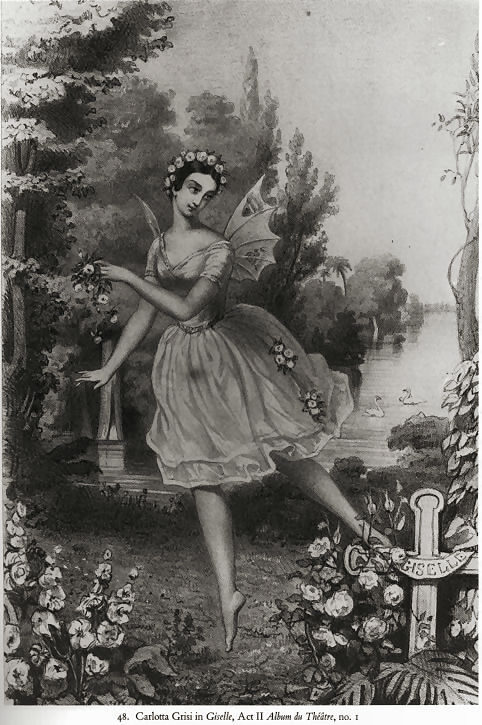
De belvormige jurk van Giselle (tweede bedrijf)

### Moderne ontwerpen
Ieder modern ontwerp voor Giselle staat voor de bijkomende uitdaging van anachronismen. Het decor en de kostuums moeten bij de romantische sfeer van het ballet passen en toch een hedendaags publiek aanspreken. Alexandre Benois pakte dit probleem aan in zijn setontwerp voor de productie van de Ballets Russes in 1911. Hij maakte een pastiche van Ciceri's originele decors en stelde het middeleeuws Rijnland voor met een vertekening die bij de vroege 19e eeuw past. Benois herwerkte dit decorontwerp voor een productie van het Ballet du Théatre in 1949. In 1924 maakte Benois nieuwe kostuums voor een revival van die compagnie. Benois' werken voor de Parijse Opera gingen verloren in een brand. Ze werden vervangen door ontwerpen van Léon Leyritz.
Moderne ontwerpen die afwijken van Benois' aanpak, worden door critici minder lovend onthaald. James Bailey ontwierp de sets voor het Sadler's Wells Ballet in 1946. In datzelfde jaar gebruikte een productie van het American Ballet Theatre decors van Eugene Berman. Bermans ontwerp draagt surreële elementen in zich. De decors van Jean Carzou voor de 1954 revival van Giselle door het Ballet du Théatre tonen sterke verticale lijnen. Balletcriticus Richard Buckle stelt dat de moderne stijl van deze recentere ontwerpen te sterk botst met het oude ballet.
Anna Pavlova maakte enkele aanpassingen aan de kostumering voor een opvoering met haar eigen compagnie in 1913. De ballerina droeg in het tweede bedrijf een jurk die aan het graf doet denken. Het corps de ballet van Wili's ging gekleed in sluiers om het contrast met de ster te vergroten.

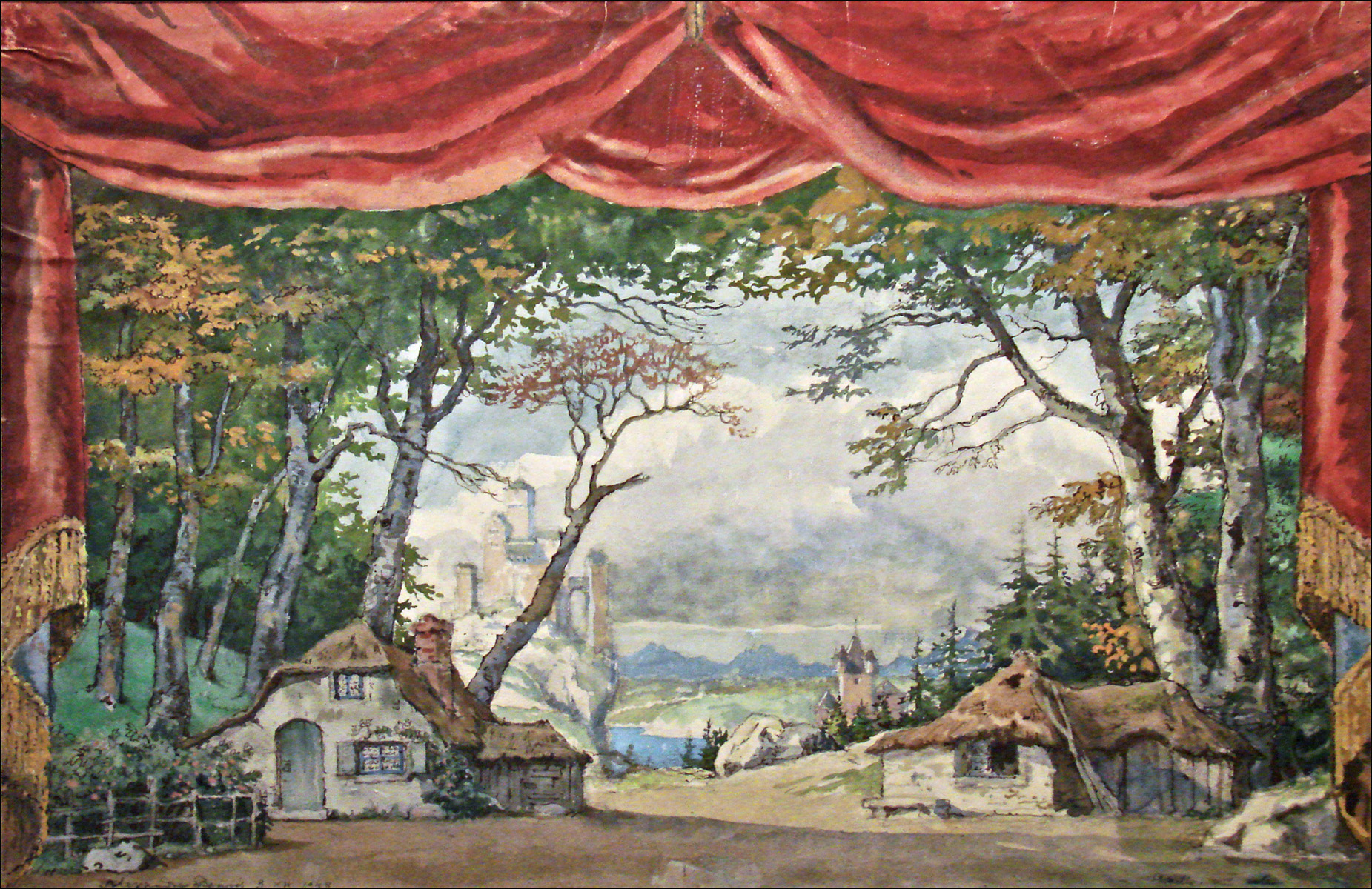
Benois' herontwerp voor het eerste bedrijf (Ballet du Théatre, 1949)
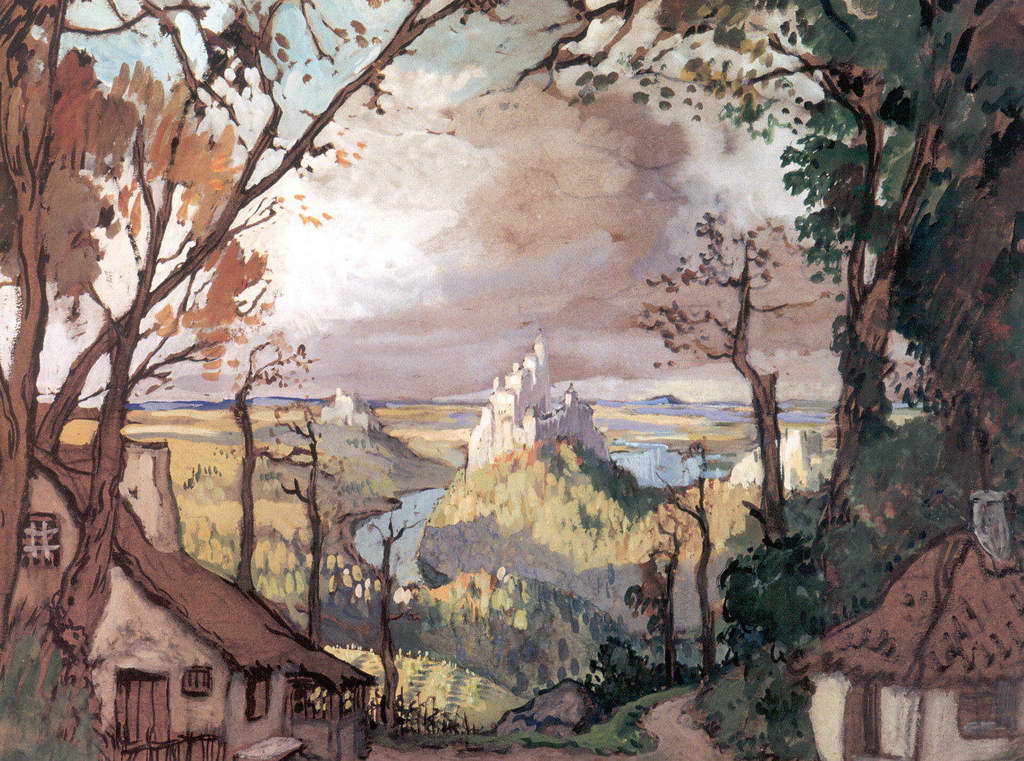
Benois' decor voor het eerste bedrijf (Ballets Russes, 1911)
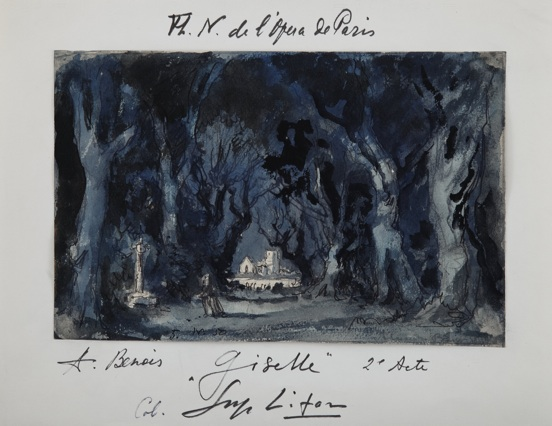
Benois' decor voor het tweede bedrijf (Ballets Russes, 1911)

## Producties

### Originele productie

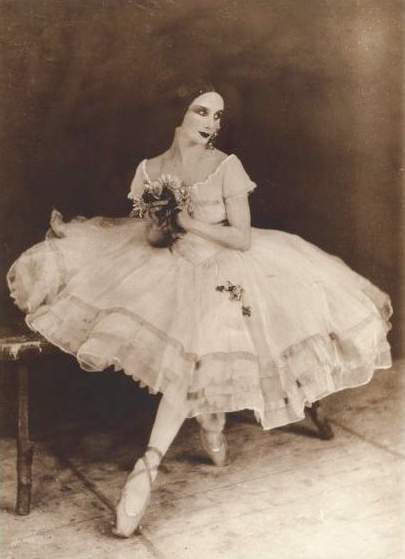
Pavlova als Giselle in het tweede bedrijf

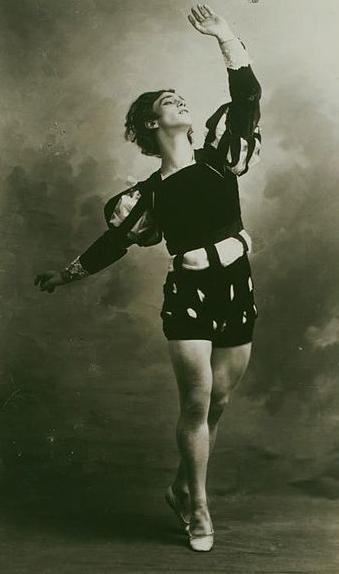
Nijinsky als Albrecht

De Franse Revolutie bracht verandering in het Parijse theater. De klassieke thema's waar de aristocratie zich mee vermaakte, werden vervangen door verhalen over echte plaatsen en echte mensen. De smaak van de bourgeoisie stuurde aan op het romantisch ballet, met sentimentele liefdes en bovennatuurlijke elementen. Het ballet La Sylphide uit 1832 was hierin een voorloper van Giselle. Théophile Gautier, de schrijver van Giselle, woonde zelf de première van La Sylphide bij.
Na het lezen van de beschrijving van de Wili's in Heinrich Heines De l’Allemagne dacht Gautier dat het een goed ballet zou maken. Het verhaal van de Wili's, die om middernacht uit hun graf komen en iedere man die hun treft laten dansen tot hij dood neervalt, beslaat het tweede bedrijf. Het gedicht Fantômes van Victor Hugo, over een jong meisje dat zich dood danst, leverde de inspiratie voor het eerste bedrijf. Gautier was niet tevreden met zijn versie van het verhaal. Hij schakelde de hulp in van Vernoy de Saint-Georges die ervaring had met het schrijven van libretto's voor ballet. Saint-Georges introduceerde de elementen die het eerste bedrijf typeren en die los staan van het spirituele thema uit de legende van de Wili's. Met ideeën zoals de liefdesrivalen en het naïeve boerenmeisje linkte hij Giselle aan de 18e-eeuwse komedie.
De eerste uitvoering van Giselle door het Ballet du Théatre vond plaats op 28 juni 1841 te Parijs. Het ballet zat acht jaar onafgebroken in het repertoire van de opera, tot 1849. Carlotta Grisi danste de titelrol. Lucien Petipa speelde haar geliefde Albrecht. Jean Coralli trad op als Hilarion en Adèle Dumilâtre als Myrtha. Gautier, die het ballet voor Grisi maakte, vergeleek haar uitvoering met twee andere ballerina’s van toen: "Carlotta danste met perfectie, lichtheid, durf en een kuise en verfijnde verleidelijkheid, dat plaatst haar op de eerste rij, tussen Elssler en Taglioni". Giselle werd enthousiast ontvangen en bracht in vier maanden tijd 6500 frank op. Dat is het dubbele van de opbrengst in diezelfde periode van het voorgaande jaar.
In latere producties groeit het tweede bedrijf uit tot een ballet blanc, waarbij zowel de ballerina's als het corps de ballet een witte, belvormige jurk dragen en waarbij de dans een geometrisch patroon heeft. Giselle was het prototype voor ballet in die romantisch-klassieke stijl.

### Latere producties
Het Ballet du Théatre hernam Giselle op verschillende momenten. Tussen 1852 en 1853 speelde het stuk opnieuw, ditmaal zonder Grisi. Van 1863 tot 1868 werd het ballet opgevoerd voor een Russische ballerina. Bijna vijftig jaar later, in 1924, werd Giselle opnieuw bovengehaald voor het debuut van Olga Spessivtzeva. Die productie werd hernomen van 1932 tot 1938 en zag achtereenvolgens Albert Aveline, Gustave Ricaux en Serge Lifar in de rol van Albrecht.
De traditionele choreografie die we vandaag voor Giselle kennen, is voornamelijk afgeleid van de reconstructies die Marius Petipa in de late 19e eeuw opvoerde met het Mariinskiballet. De definitieve versie van Petipa ging in première in 1887. In 1932 bracht de Mariinski-compagnie een uitvoering van choreografe Agrippina Vaganova. Deze introduceerde een variatie van Petipa uit 1886 opnieuw in het ballet, als onderdeel van de pas de paysane. Latere opvoeringen van Giselle door het Mariinskiballet behielden deze aanpassing.
Sergei Diaghilevs compagnie bracht in 1906 een uitvoering van Giselle met Anna Pavlova in de titelrol. Critici noemden haar vertolking onnavolgbaar. Na de permanente vorming van de Ballets Russes volgde in 1911 een productie met nieuwe decors van Alexandre Benois. Tamara Karsavina danste als Giselle en Vaslav Nijinsky nam de rol van Albrecht op. In 1913 bracht Anna Pavlova zelf het ballet, met een opmerkelijke innovatie in kostumering. Ze had in het tweede bedrijf een jurk aan die geassocieerd wordt met het graf. Ballerina's in voorgaande producties droegen eerder trouwjurken, in lijn met de legende van de Wili's. Ook gingen de Wili's van Pavlova gekleed in sluiers, wat het contrast met de ballerina nog vergrootte. 
De eerste Engelse die de hoofdrol kreeg, was Alicia Markova. Dit was in een Vic-Wells productie die in 1934 in het Old Vic-theater in première ging. Margot Fonteyn nam in 1937 de rol van haar over. Fonteyns techniek stond toen nog niet op punt, maar in het eerste bedrijf toonde ze zich een belofte. In de uitvoeringen van Vic-Wells danste Anton Dolin als Albrecht, Robert Helpmann als Hilarion en Ursula Moreton als prinses Bathilde. Ninette de Valois was te zien in de pas de deux van het eerste bedrijf.
In 1945 danste Galina Oelanova als Giselle voor het Bolsjojtheater.